# ウルホ・ケッコネン国立公園
ウルホ・ケッコネン国立公園（ウルホ・ケッコネンこくりつこうえん、フィンランド語: Urho Kekkosen kansallispuisto ; UKK, 英: Urho Kekkonen National Park）は、フィンランドにある国立公園である。コイッリスカイラ (Koilliskaira) とも呼ばれる。

## 概要
フィンランドの国立公園の中では、最も大きいレンメンヨキ国立公園に次いで2番目に大きく、面積は、およそ2,550平方キロメートルである。ラッピ県の北東部に所在し、北極圏に位置する。2017年には、およそ335,000人の観光客が当国立公園を訪れている。

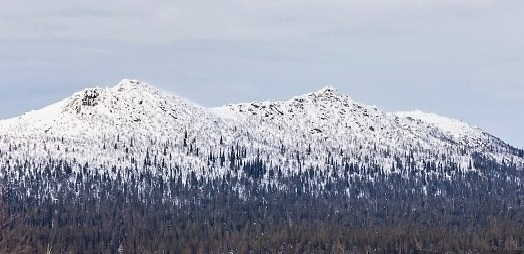
コルヴァトゥントゥリ

当国立公園の名称には、第8代大統領を務めた政治家ウルホ・ケッコネンの名が冠されている。当国立公園は、メッツァハリトゥスによって運営・管理されている。IUCNによる自然保護地域カテゴリーのIIに分類されている。当国立公園には、イヌワシやユーラシアカワウソ、トナカイやヘラジカ、クマやクズリなどが生息している。

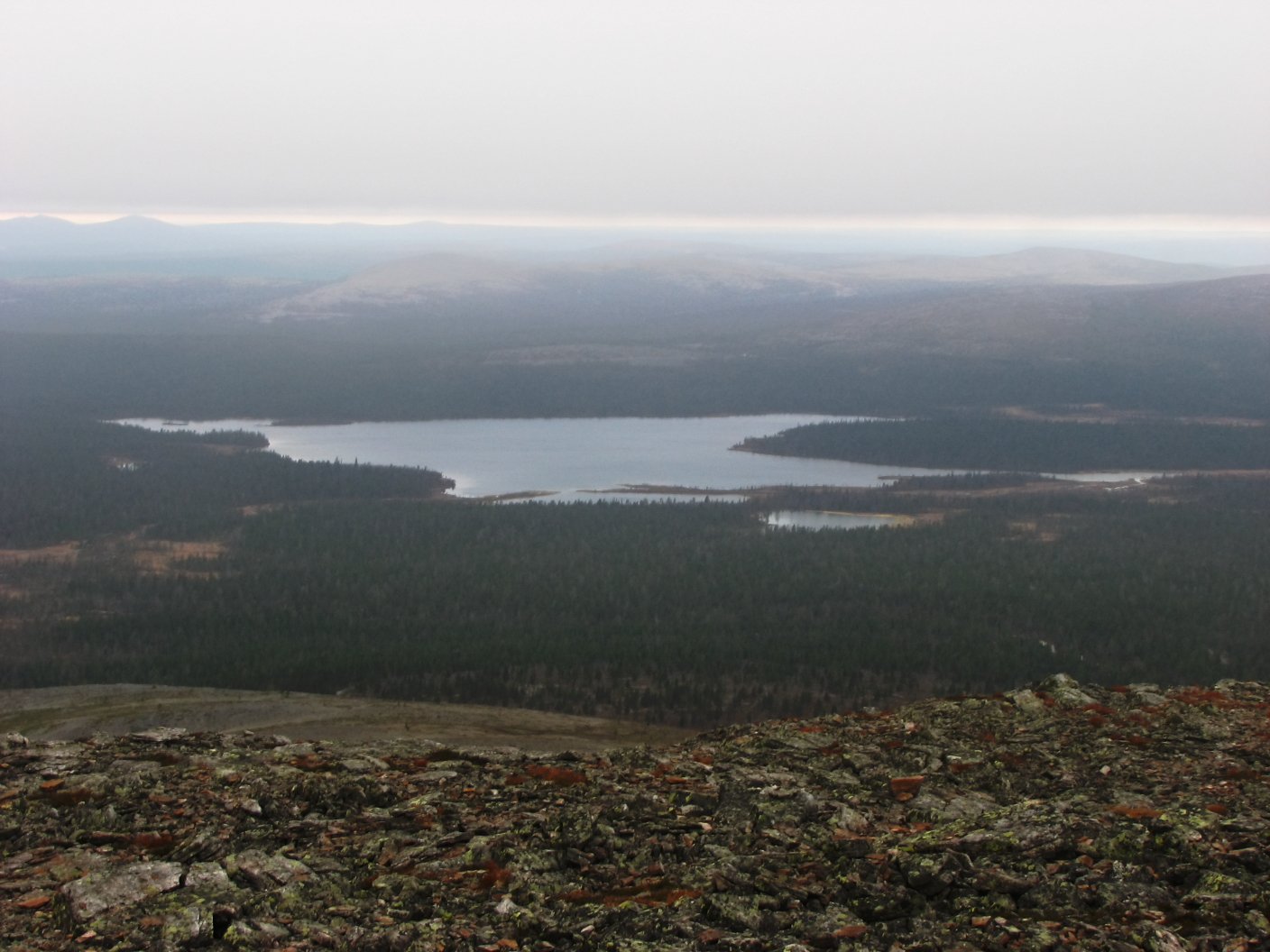
ルイロヤルヴィ湖

1983年に創立された。創立の目的は、ラップランドの森林やボグ（沼地）などを保護・保全することや、トナカイの飼育に代表されるような、自然に根付いた生活手段や、伝統的に行われているハイキング活動などを守り、維持していくこととされる。当国立公園へは、サーリセルカや Raja-Jooseppi などから入ることが多い。フィンランドでは、当国立公園内に所在するコルヴァトゥントゥリにサンタクロースが住んでいることが知られている。

## 地理

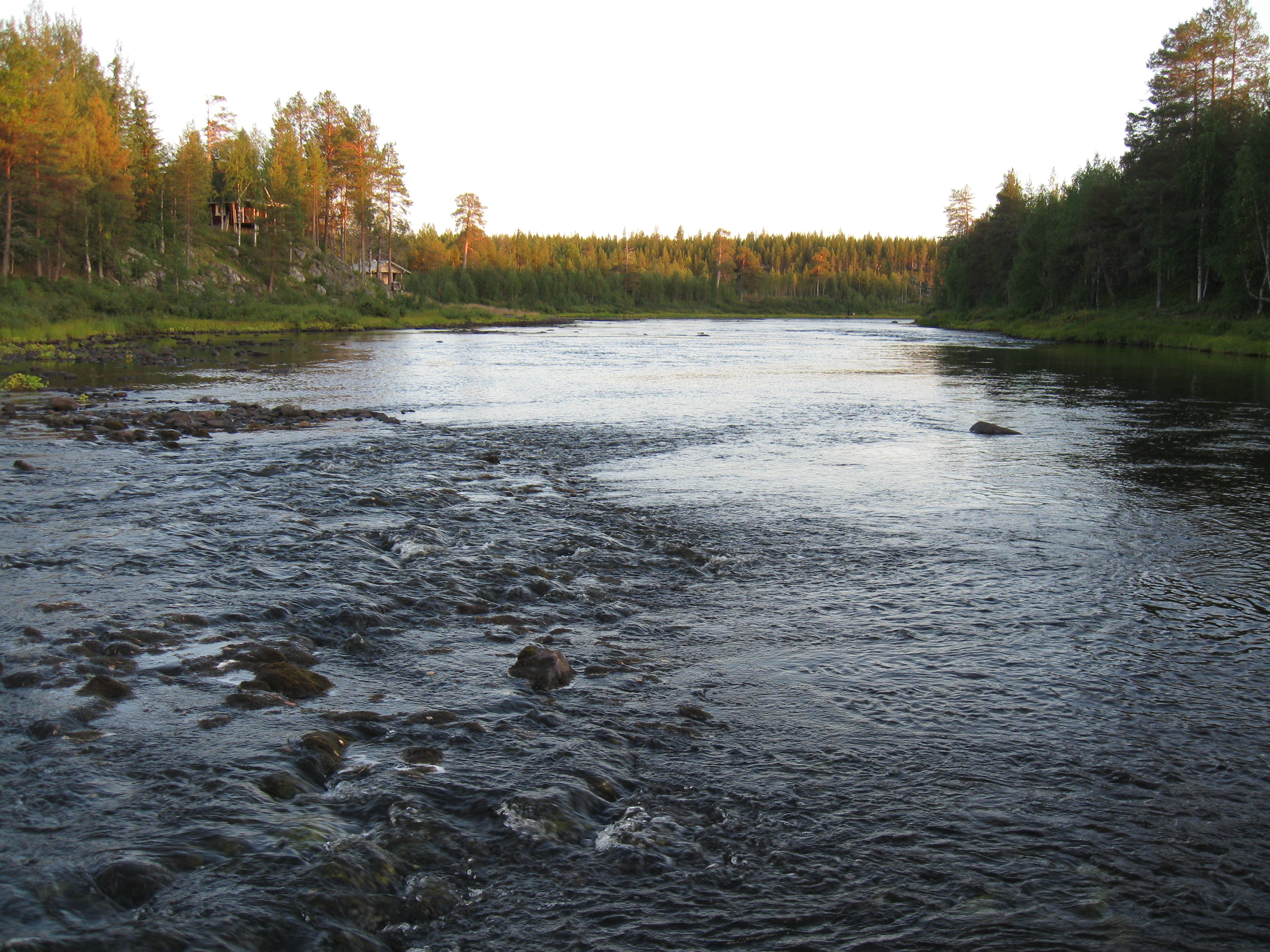
ルイロ川

ソダンキュラ、サブコスキ、イナリの3つのクンタ（基礎自治体）にまたがっている。西側でソンピオ厳正自然保護区と接しており、東側でロシアの国境と接している。
当国立公園の北部には、スオムヨキ川 (fi:Suomujoki) やサルヴィヨキ川 (Sarvijoki)、アイッタヤルヴィ湖 (Aittajärvi) や Alempi Kiertämäjärvi などがあり、中部には、ルイロヤルヴィ湖 (fi:Luirojärvi) などがある。当国立公園の南部には、ルイロ川 (fi:Luiro) や Kopsuslampi や Jaurujoki などがあり、西部には、タンカヴァーラ (Tankavaara) や Kopsusjärvi などがある。